# Wiedemannia brevilamelata
Wiedemannia brevilamelata är en tvåvingeart som beskrevs av Wagner 1985. Wiedemannia brevilamelata ingår i släktet Wiedemannia och familjen dansflugor. Inga underarter finns listade i Catalogue of Life.